# Вивиан Майер
Вивиан Майер (на английски език Vivian Maier – 1 февруари 1926 г. – 21 април 2009 г.) е американски фотограф, станала известна посмъртно с фотографиите си от 50-те до 80-те години на XX в., заснети предимно по улиците на Чикаго и Ню Йорк.
Родена е в Ню Йорк. Майка ѝ е французойка, а баща ѝ от австрийски произход. Прекарва част от детството си във Франция, но почти целия си живот работи като бавачка в САЩ. Паралелно с работата си, Майер се посвещава на уличната фотография. Приживе тя не публикува снимките си, а много от тях остават дори непроявени.
Оставайки без наследници, вещите ѝ се продават на търг. Купени са от няклоко агенти на недвижими имоти в Чикаго. Единят купувач е Джон Малууф, който не знае какво съдържат кутиите. Открива над 150 000 черно-бели и цветни снимки - улични фотографии, портрети и репортажни снимки. След търсене в интернет не намира нищо за Майер и първоначално публикува част от снимките, които сканира в интернет. Така творбите бързо набират популярност и получават положителни оценки от критици. Изложби с творбите на Майер са организирани в Северна Америка, Европа и Азия.

## Произход и детски години
Вивиан Майер е родена през 1926 г. в Бронкс - мултикултурна и силно имигрираща област в Ню Йорк, северно от Манхатън. Кръстена е в католическа църква. Бащата ѝ е техника Чарлс Майер, натурализиран гражданин на Съединените щати произхождащ от австрийско благородно семейсто. Майка ѝ Мария Майер, с моминско име Жосо (на френски Jaussaud), е родена във Франция и е работила като домашен работник. Получава американско гражданство чрез брак през 1919 г. Родителите ѝ се разделят окончателно през 1930 година. 
Под влиянието на разбити семейни връзки и икономическите трудности на Голямата депресия, майка ѝ Мария Майер решава да се завърне в родното си място Сен Жюлиен в департамента Отз Алп с шестгодишната си дъщеря Вивиан през 1932 година.
В края на 1938 г., навършила 12 години, обичайният живот на Вивиан Майер преживява още една рязка промяна след като майка ѝ решава да се върне с нея в Ню Йорк.

## Откритие
В края на 2007 г. част от вещите на Вивиан Майер се продават на търг. Хоспитализирана, тя не успява да плаща наема на складовото помещение, в което съхравява творбите си. Трима търговци си разделят различните кутии подавани от аукциониста Роджър Гундерсън.
Един от тримата търговци е Джон Малууф, 25-годишен агент на недвижими имоти и президент на местното историческо общество на квартала. По това ввреме той търси снимки, за да илюстрира списаната от него книга за историята на квартал Портадж Парк в Чикаго. За 400 долара той купува най-големия пакет от 30 000 негативи и десетки филми. Не намира снимки на търсения от него квартал, разочарова се и прибира кутиите в шкаф.
През 2008 година Рон Слатъри, друг търговец купил нейни негативи, е първият, който публикува в интернет снимки на Вивиан Майер. Това не предизивиква реакции. Почти по същото време Джон Малууф изважда негативите, сканира ги и започва да ги продава в eBay. По този начин той се свързва с професор по изкуствата, според когото творбите на Майер имат подценена стойност.

## Изложби
Снимките на Вивиан Майер бързо събуждат интереса на галерии и купувачи. Излагат се и се продават главно извадки от негативите на Майер, избрани от Джон Малоф и Джефри Голдщайн. Първата самостоятелна изложба на нейни снимки е в Чикагския културен център (на английски Chicago Cultural Center) от януари до април 2011 г. Основана е и постоянна изложба на снимки на Майер в Историческия музей в Чикаго.  В Германия фотографиите ѝ за първи път могат да се разглеждат в хамбургската галерия Hilaneh von Kories от януари до април 2011 г.
В България първата изложба с творби на Майър е в Софийска градска художествена галерия от 23 април до 2 юни 2019 година. Изложбатата се казва „В нейните ръце“ и е с куратор Ан Морен.